# شریف (دلفان)
شریف (دلفان)، روستایی از توابع بخش مرکزی شهرستان دلفان در استان لرستان ایران است.

## جمعیت
این روستا در دهستان خاوه شمالی قرار دارد و براساس سرشماری مرکز آمار ایران در سال ۱۳۸۵، جمعیت آن زیر سه خانوار بوده‌است.